# アンドレ・ル・ノートル

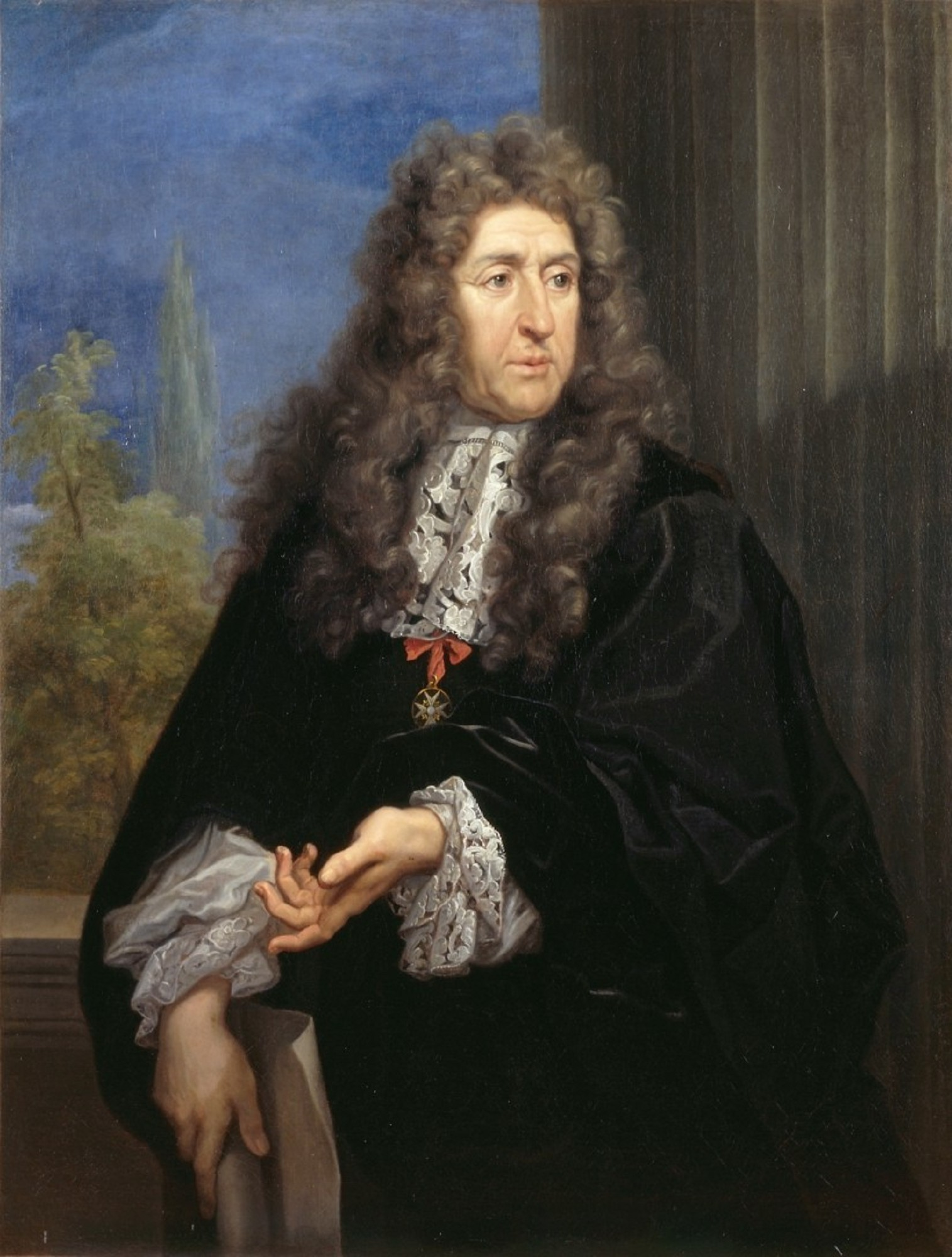
アンドレ・ル・ノートル

アンドレ・ル・ノートル（André Le Nôtre、1613年3月12日 - 1700年9月15日）は、フランスの造園家。 パリのテュイルリー庭園、ヴォー＝ル＝ヴィコント城の庭園、ヴェルサイユ宮殿の庭園などを設計し、フランス式庭園の様式を完成させた。

## 経歴・人物
祖父のピエールは1572年からテュイルリー宮殿で花壇の維持に当たっていた。父ジャンは、テュイルリー宮殿の庭園の設計を担っている。アンドレは、若い頃は画家になるつもりだったため、シモン・ヴーエの学校に通っていた。22歳のとき、ルイ13世の弟ガストン・ドルレアンから首席庭師に任命されリュクサンブール宮殿の庭園を任されている。1637年、父の後継者としてテュイルリー宮殿の花壇の設計士の地位に就く。1640年、砲兵隊の地方司令官の娘フランソワーズ・ラングロワと結婚する。1643年、王の庭園の設計士になる。1646年、フォンテンブローの王妃の庭園の花壇を新たに設計し直す。1657年、王の建築物の総監督官に任命される。

## ル・ノートルの手がけた主な庭園
- ヴェルサイユ宮殿の庭園[7]。
- ヴォー＝ル＝ヴィコント城の庭園
- サン＝ジェルマン＝アン＝レー城の庭園
- サン＝クルー城の庭園（城館は消失、庭園のみが残る）
- シャンティイ城の庭園
- ソー公園
- テュイルリー庭園
- フォンテヌブロー宮殿の庭園
- イタリア・トリノの王宮の庭園